# مانو مولن
مانو مولن (انگلیسی: Manoe Meulen؛ زادهٔ ۱۱ سپتامبر ۱۹۷۸) بازیکن فوتبال اهل پادشاهی هلند است.
وی همچنین در تیم ملی فوتبال زنان هلند بازی کرده‌است.